# Atriplex vulgatissima
Atriplex vulgatissima là loài thực vật có hoa thuộc họ Dền. Loài này được Speg. mô tả khoa học đầu tiên năm 1897.